# Hister platanus
Hister platanus är en skalbaggsart som först beskrevs av Sylvain Auguste de Marseul 1870.  Hister platanus ingår i släktet Hister och familjen stumpbaggar. Inga underarter finns listade i Catalogue of Life.